# NGC 3274
NGC 3274 je galaksija u zviježđu Lavu.

## Vanjske poveznice
- (eng.) SEDS: NGC 3274
- (eng.) Izvangalaktička baza podataka NASA-e i IPAC-a
- (eng.) Astronomska baza podataka SIMBAD